# Kosmogenese
Kosmogenese ist ein spezieller christlich-religionsphilosophischer Begriff für die Beschreibung des Ursprungs und der Entwicklung des Universums. Er beschreibt die Ontogenese des einzelnen Menschen in einem kosmogonischen Zusammenhang.
Helena Petrovna Blavatsky benutzte den Begriff als Titel des ersten Bandes ihrer Secret Doctrine von 1888. Der zweite Band mit dem Titel Anthropogenese befasste sich mit dem Ursprung der Menschheit. Auch der französische Jesuiten-Priester und Wissenschaftler Pierre Teilhard de Chardin benutzte diesen Ausdruck. Er beschrieb damit den auf ein Ziel gerichteten Prozess der Geistwerdung, der sich gegen den Widerstand der Materie durchsetzen muss. Als weitere Prozesse nannte er die Biogenese und die Noogenese, die in einem Omegapunkt kulminieren.
Blavatsky beschreibt das erste fundamentale Prinzip des Universums als „ein omnipräsentes, ewiges, grenzenloses und unveränderliches Prinzip, bei dem keine Spekulation möglich ist“ und benutzt dafür den Begriff „das Absolute“. Innerhalb dieses Absoluten befindet sich der Keim der Manifestation, der selbst nicht manifestiert ist, was sie mit „Erstes Logos“ oder „Erster Grund“ beschreibt. Es ist äquivalent zum hinduistischen Brahman und dem En Sof der Kabbala und könnte mit der Gottheit der frühchristlichen Mystik verglichen werden.
An der Dämmerung der Manifestation gibt es eine Stufe, die Blavatsky als „Zweites Logos“ bezeichnet. Dieses ist immer noch nicht manifestiert und folgt nun dem Prinzip der dualistischen Differenzierung: Purusha – Prakriti, Geist – Ding, Vater – Mutter.
Auf der dritten Stufe („Drittes Logos“) beginnt schließlich die Manifestation des Kosmos. Dafür gibt es mehrere Namen: Mahat, kosmische Gedanken, Adam Qadmon der lurianischen Kabbala, Brahman der Hindus. Aus diesem Dritten Logos entspringt das manifestierte Universum, beginnend mit den Sieben Planeten Logoi und dann der Hierarchie der göttlichen Intelligenzen hinunter bis zu den anderen Wesen und Entitäten in der physikalischen Welt.
Blavatsky sieht viele Korrespondenzen zwischen der Mythologie und den Schriften der Welt und dieser Theorie der Kosmogenese. Sie widmete den ersten Band ihrer Secret Doctrine dem Vergleich dieser Ansicht mit denen antiker Kulturen.